# يلتجين أكدوغان
يلتجين أكدوغان (بالتركية: Yalçın Akdoğan)‏ (ولد في 22 سبتمبر 1969) هو سياسي تركي، شغل منصب نائب رئيس وزراء تركيا من 2014 إلى 2016، وهو عضو في حزب العدالة والتنمية، أصبح عضوًا في البرلمان عن دائرة أنقرة أول في انتخابات 2011 وأُعيد انتخابه في يونيو 2015. كان في بدايته أكاديمي وصحفي، درس في جامعة بهجيشهر وجامعة الأناضول، وعمل محررًا في جريدة يني شفق وصحف أخرى، وكتاباته متأثرة بفلسفات ريني غينون وحسين نصر.
شغل منصب نائب رئيس الوزراء في حكومة أحمد داود أوغلو في 29 أغسطس 2014، وكان مسؤولًا عن عملية السلام مع المسلحين الأكراد، التي هدفت لإنهاء 40 عامًا من الصراع مع الانفصاليين الأكراد. كما شغل منصب رئيس الحكومة المفاوض خلال محادثات السلام حتى 2015.